# Ingrid Rüütel
Ingrid Rüütel, geboren als Ingrid Ruus (Tallinn, 3 november 1935) is een Estisch folklorist en psychologe. Ze was sinds 1959 getrouwd met Arnold Rüütel, die in 2024 overleed. Arnold Rüütel van 8 oktober 2001 tot 9 oktober 2006, de president van Estland was. 
Ruus werd in 1935 geboren in Tallinn als dochter van communist Neeme Ruus en actrice Linda Karin (Aruküll) Ruus. Haar vader werd in de buurt van Hirvli gearresteerd en op 2 juni 1942 - op 30-jarige leeftijd - geëxecuteerd door het Duitse leger. Ingrid Ruus volgde de opleiding Estse filologie aan de Universiteit van Tartu. Daarna werkte ze als onderzoeksfunctionaris bij de afdeling Folklore van de Kreutzwald in Tartu. In de jaren 1963-1967 voltooide ze een postdoctorale studie volksmuziek. Haar wetenschappelijke activiteiten betroffen vraagstukken over de ontwikkeling van de hedendaagse Estse volksmuziek, maar ook volksmuziek van andere Fins-Oegrische volkeren. Ook heeft ze gedurende haar leven talloze conferenties en muziekfestivals georganiseerd.
In 2004 ontving ze als First lady de Orde van Vytautas de Grote; in 2008 ontving ze de Orde van de Witte Ster.